# Tscherepkiwzi
Tscherepkiwzi (ukrainisch Черепківці; Черепковцы Tscherepkowzy, rumänisch Cerepcăuţi, deutsch (bis 1918) Czerepkoutz) ist ein Dorf im Süden der ukrainischen Oblast Tscherniwzi mit etwa 2000 Einwohnern (2023).

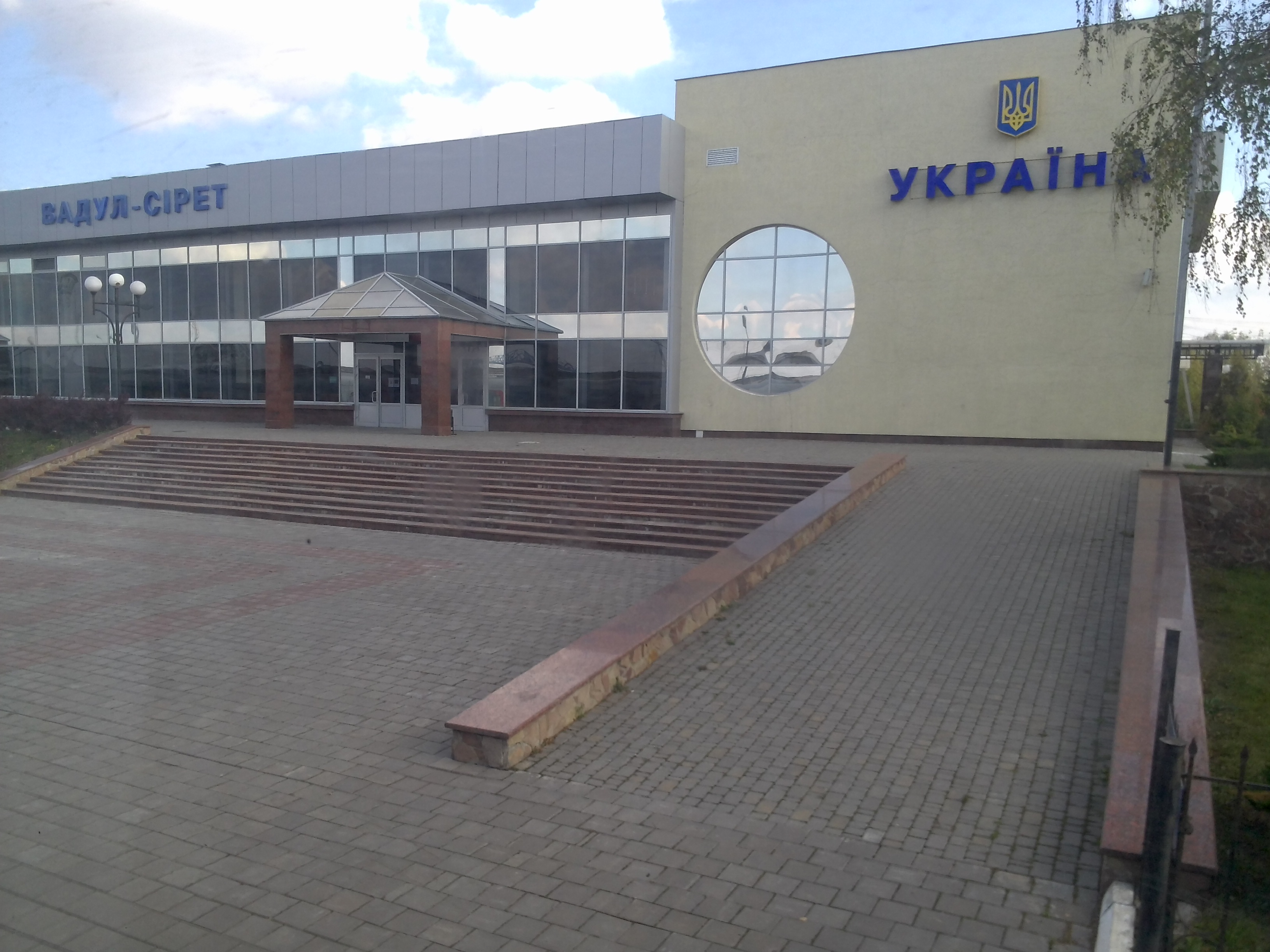
Grenzbahnhof an der Bahnstrecke nach Rumänien

Das Dorf liegt in der nördlichen Bukowina am Oberlauf des Flusses Sereth und an der Territorialstraße Т–26–07 nahe der ukrainisch-rumänischen Grenze.
Am 7. August 2017 wurde das Dorf ein Teil neu gegründeten Siedlungsgemeinde Hlyboka im Rajon Hlyboka, bis dahin bildete es zusammen mit dem Dorf Nowyj Wowtschynez (Новий Вовчинець) die Landratsgemeinde Tscherepkiwzi (Черепковецька сільська рада/Tscherepkowezka silska rada) im Süden des Rajons.
Seit dem 17. Juli 2020 ist der Ort ein Teil des Rajons Tscherniwzi.
Tscherepkiwzi besitzt einen Grenzbahnhof an der Bahnstrecke Czernowitz–Suceava.
Die Oblasthauptstadt Czernowitz liegt 37 km nördlich und das ehemalige Rajonzentrum Hlyboka 10 km nordwestlich vom Tscherepkiwzi.